# Casa da Feitoria

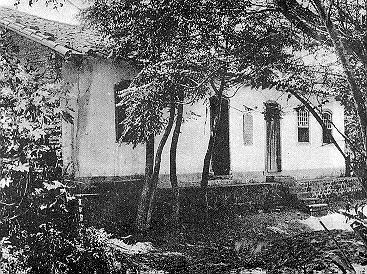
A Casa da Feitoria

Casa da Feitoria ou Casa do Imigrante é o local onde funcionou uma Real Feitoria do Linho Cânhamo desde 1788, até o fim de março de 1824. Está localizada no município de São Leopoldo, no Vale do Rio dos Sinos. O nome Casa do Imigrante deve-se ao fato de a casa ter abrigado as primeiras famílias de alemães recém chegados de Hamburgo, até que se fizessem seus assentamentos. Todavia, a casa era, antes da chegada dos alemães, a sede da Real Feitoria do Linho Cânhamo, empreendimento da colônia portuguesa que dedicava-se à produção de cordas e velas para navios, e que empregava a mão-de-obra escrava. A Real Feitoria funcionou de 1788 até 1824. É um prédio tombado pelo Instituto do Patrimônio Histórico e Artístico Nacional.
A primeira leva de imigrantes chegou à margem direita do rio dos Sinos, onde está hoje a Praça do Imigrante, em número de 39, no dia 25 de julho de 1824, indo logo ocupar a sede da feitoria desativada. Em vista da Festa da Imigração, que se dá em 25 de julho, data de aniversário da fundação do município de São Leopoldo, bem como pela intenção de resgatar na comunidade leopoldense a cultura germânica e tornar a casa uma atração turística, atualmente foram agregadas à arquitetura portuguesa da casa características germânicas em estilo bávaro.
A Casa da Feitoria permanece ainda em seu sítio original, distando dois quilômetros do centro de São Leopoldo pela avenida Imperatriz Leopoldina, sendo contornada pela mesma trilha formada pelas carretas de bois que transitavam da localidade de Lomba Grande, hoje distrito de Novo Hamburgo, para as feiras no centro de São Leopoldo. A velha trilha transformou-se na pavimentada avenida Feitoria, que percorre desde a divisa com o município de Novo Hamburgo, a leste da Cohab-Feitoria, onde continua a velha estrada da Lomba Grande, até o centro de São Leopoldo, perfazendo um percurso de mais de seis quilômetros através de altos e baixos a esquerda da avenida Imperatriz. Na localidade de Lomba Grande era onde também morava o feitor da Real Feitoria.
Transformada em museu, a casa da desativada feitoria acolhe utensílios da história leopoldense e suas famílias, inclusive lápides históricas encontradas no cemitério municipal que está quase a frete da casa (um pouco mais para a esquerda), no outro lado da avenida Feitoria. As antigas lápides compõem o museu da casa, além de carros de boi e equipamentos agrícolas.
O bairro Feitoria, onde está a Casa da Feiroria, dista do centro de São Leopoldo dois quilômetros em direção a leste. A sul do bairro Feitoria está o bairro Quilombo, onde existiu um quilombo, onde os escravos da senzala local se refugiavam nos tempos em que funcionava a Real Feitoria. Há registros da grande maldade do feitor dessa feitoria.
Atualmente o bairro Feitoria possui em torno de 50 mil habitantes, contando com um grande centro comercial nas avenidas Feitoria e Integração. Nesse bairro funcionou por muito tempo a Olaria Daudt, de uma das famílias mais antigas da localidade. Nas terras da família Seller, que fica ao fundo do sítio da casa da feitoria, foi construída em 1982 uma COHAB, conhecida como Cohab-Feitoria, bem como a vila de nome Seller, cujo loteamento teve início em 1985. Também tinha residência no bairro até pouco tempo a família Scheffer, sendo proprietária de uma distribuidora de bebidas até anos atrás. Coincidentemente, Scheffer era o nome do agente do governo imperial que propagandeou e agenciou imigrantes nos países germânicos em 1824.
A frente da Casa da Feitoria acha-se ainda uma construção antiga, onde até há pouco se podia ver grafado na fachada o nome Armazém Central. Sabe-se que nesse prédio funcionava uma paradouro, aonde os carreteiros chegados de Lomba Grande para feira na sede do município passavam a noite. Na velha casa do Armazém Central reside ainda uma descendente do seu fundador.